# Esco dal mio corpo e ho molta paura (Gli inediti 1979-1986)
Esco dal mio corpo e ho molta paura (Gli inediti 1979-1986) è il terzo album degli Elio e le Storie Tese pubblicato nel 1993.

## Storia
L'album contiene registrazioni di brani che il gruppo suonava durante i concerti tenuti negli anni 80 e che erano ancora inediti. Alcuni di questi inediti erano già stati incisi, riarrangiati e pubblicati all'interno dei primi due album e nella raccolta The Los Sri Lanka Parakramabahu Brothers featuring Elio e le Storie Tese, e molti altri ancora inediti vennero inseriti in questo nuovo album.
La band decise di registrare il disco dal vivo anche se poi vennero aggiunte in studio alcune parti. Elio ritiene migliore la prima versione di Esco dal mio corpo e ho molta paura. Parte del concerto (audio e video originale) è reperibile all'interno del cofanetto Dei megli dei nostri megli, oppure nel DVD contenuto nella ristampa del disco Entro nel tuo corpo e ho poca paura.
Fu anche il primo disco che vede la partecipazione in tutti i brani del batterista Christian Meyer.
il disco è stato ristampato in confezione digipack nel 2000, con l'aggiunta di una traccia video di Noi siamo i giovani (con i blue jeans) (etichetta Aspirine/Bmg).

## Titolo
Il nome del disco deriva dal titolo di un articolo di giornale sui sogni, e che venne usato anche per uno dei loro tour.

## Tracce
Testi di Stefano Belisari e Sergio Conforti, eccetto dove diversamente indicato.
1. Ùnanimi – 1:21 (musica: Belisari)
2. Noi siamo i giovani (Con i blue jeans) – 3:00 (musica: Conforti, Belisari)
3. Catalogna – 3:06 (musica: Belisari, Conforti)
4. Abbecedario – 3:22 (musica: Belisari, Conforti)
5. Cadavere spaziale – 4:13 (testo: Finestra – musica: Piero Trombetta)
6. Zelig – La cunesiùn del pulpacc – 3:35 (musica: Belisari)
7. La saga di Addolorato – 9:56 (musica: Conforti)
8. Cavo – 3:57 (musica: Belisari, Conforti)
9. La ditta – 2:08 (musica: Fasani, Conforti)
10. Ocio ocio – 4:21 (musica: Belisari, Conforti)
11. You – 2:41 (musica: Conforti, Belisari)
12. Aü – 1:06 (musica: Civaschi)
13. Faro – 3:48 (musica: Conforti, Civaschi)
14. (Gomito a gomito con l') Aborto – 3:58 (testo: Belisari, Panigada – musica: Conforti)
15. Né carne né pesce – 7:44 (musica: Conforti, Belisari, Civaschi, Fasani)
16. Sono Felice – 4:41 (musica: Ron)
17. Amico uligano – 4:14 (musica: Conforti)
18. Ho molta paura – 3:34 (musica: Belisari)

## Brani musicali
- Ùnanimi: è il brano di apertura del tour del 1987.
- Noi siamo i giovani (con i blue jeans): questo blues ha un testo improvvisato, differente a ogni esecuzione.
- Catalogna: in questo brano collabora Mike Francis. La chiusura ricorda i cartoni animati di Braccio di ferro.
- Abbecedario: nei cori canta anche Alex Baroni. È il primo brano pubblicato dal gruppo, nel 1985, nella compilation di artisti emergenti Musica Metropolitana.
- Cadavere spaziale: è una reinterpretazione dal brano omonimo di Riz Samaritano, il quale partecipa duettando con Elio.
- Zelig: la cunesiùn del pulpacc: è un tributo allo Zelig, dove Elio e le Storie Tese hanno iniziato la loro carriera.
- La saga di Addolorato: in questo brano viene citata la canzone Steamroller di James Taylor e il gruppo dei Joy Division.
- Cavo: in questa canzone sono musicalmente citati Vasco Rossi, Adriano Celentano, Dik Dik e La fisarmonica di Gianni Morandi.
- La ditta: brano risalente probabilmente al 1989, sarà inserito nel 2000 nella compilation Canzoni per l'ambiente.
- Ocio ocio: citazioni da You Really Got Me dei Kinks.
- You: come base viene utilizzata l'aria sulla quarta corda di Johann Sebastian Bach (il Bacchi di cui si parla nell'introduzione).
- Aü: finto jingle a Mandingo il segreto dei pornostar, il cui spot andava in onda nelle emittenti private nei primi anni novanta.
- Faro: in questo brano è citata La fisarmonica di Gianni Morandi. Inoltre, la melodia delle strofe richiama quella di Autumn Leaves di Nat King Cole.[1]
- (Gomito a gomito con l') Aborto: qui Elio duetta con Antonio Cripezzi dei Camaleonti. Vengono citate Perdere l'amore di Massimo Ranieri e Amico di Renato Zero.
- Né carne né pesce: il pezzo in inglese cantato da Feiez riprende Living on My Own di Freddie Mercury. I cori nel finale citano So lonely dei Police
- Sono Felice: è la parodia di Sono felice scritta da Ron e cantata da Milva al Festival di Sanremo del 1990. Il titolo si riferisce a Felice Gimondi; sono citati Eddy Merckx, Adriano De Zan e Franco Bitossi, oltre a Picchiarello.
- Amico uligano: è la prima sigla realizzata per Mai dire Gol nel 1992, che aveva una differente e più breve versione da studio. Sono citate la sigla di 90º minuto e del cartone animato Denny, oltre ad Eppur mi son scordato di te della Formula 3. Ai cori c'è anche Alex Baroni.
- Ho molta paura: è un medley di vecchi nastri e vari brani (tra cui l'inizio di Elio, la prima canzone scritta dal gruppo), che chiude con alcuni messaggi dalla segreteria telefonica pieni di insulti e minacce[2], si tratta della fantomatica "Nasty Sciura", ovvero una signora che ha perseguitato Rocco Tanica lasciandogli dei messaggi minatori in segreteria telefonica, sarà presente anche in L'eterna lotta tra il bene e il male. Ad un certo punto si sente una strofa che recita Le mosche si fermano sul collo, che sembra appartenere ad un brano intitolato Mosche che viene citato anche nel disco: tuttavia questa canzone non è mai esistita, ma è una "finta rarità" a cui il gruppo ha fatto spesso riferimento[3].

## Formazione
- Elio – voce
- Rocco Tanica – pianola
- Cesareo – chitarra alta
- Faso – chitarra bassa
- Feiez – sassofono e voci
- Tupi "Turtello Christianmeyer" Hermannmeyer – colpi

Altri musicisti
- Riz Samaritano – voce in Cadavere spaziale
- Antonio Cripezzi dei Camaleonti – voce in (Gomito a gomito con l') Aborto
- Demo Morselli – tromba in Né carne né pesce, La saga di Addolorato, (Gomito a gomito con l') Aborto e La ditta, arrangiamento fiati in Né carne né pesce, La saga di Addolorato e (Gomito a gomito con l') Aborto
- Hermann & Airman – sassofono contralto e tromba in Amico uligano e La ditta
- Letizia Hermann – sassofono contralto in La ditta
- Alessandro Pacho Rossi – percussioni
- Roberto Vernetti – suoni di pianola campionata
- Mike Francis – cori in Catalogna
- Alex Baroni – cori in Amico uligano e Abbecedario
- Jantoman – tastiera